# خانم پیکولو
خانم پیکولو (انگلیسی: Miss Piccolo) فیلمی صامت به کارگردانی فرانتس هوفر محصول سال ۱۹۱۴ کشور آلمان است.